# Departament Capital (Misiones)

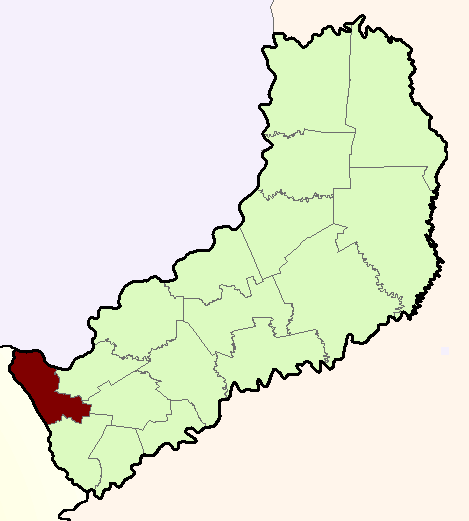
Departament Capital na tle prowincji Misiones

Departament Capital – jeden z 17 departamentów argentyńskiej prowincji Misiones. Stolicą departamentu jest miasto Posadas.
Powierzchnia departamentu wynosi 965 km². Na obszarze tym w 2010 roku mieszkało 323 739 ludzi, czyli gęstość zaludnienia wynosiła 335,5 mieszkańców/km².
Zachodnią granicę wyznacza rzeka Parana, która jest rzeką graniczną z Paragwajem. Od południa graniczy z prowincją Corrientes. Wokół niego znajdują się departamenty: Candelaria, Leandro N. Alem oraz Apóstoles.